# Esther Ofarim
Esther Ofarim, född 13 juni 1941 i Safed, israelisk sångerska och skådespelare, som tillsammans med sin dåvarande man hade flera hits i gruppen Esther & Abi Ofarim. Hon deltog i Eurovision Song Contest 1963 med låten "T’en va pas" och kom på en andre plats. Hon representerade Schweiz.

## Diskografi (urval)
- 1968 – "Cinderella Rockafella", tillsammans med Abi
- 1969 – "Ofarim Konzert", live 1969
- 1988 – "Live In Tel Aviv"
- 1998 – "Esther Ofarim Double"
- 2003 – "Melodie Einer Nacht"